# Ниппо дзисё
Ниппо дзисё (яп. 日葡辞書 / 日葡辭書 Nippo jisho, порт. «Vocabulário da Lingoa de Iapam» или современный порт. «Vocabulário da Língua do Japão») букв. рус. «Словарь японского языка» — японско-португальский словарь, составлен иезуитскими миссионерами и опубликован в Нагасаки (Япония) в 1603 году. Содержит 32 293 японских слов на португальском языке, это был первый словарь японского языка на европейском языке.

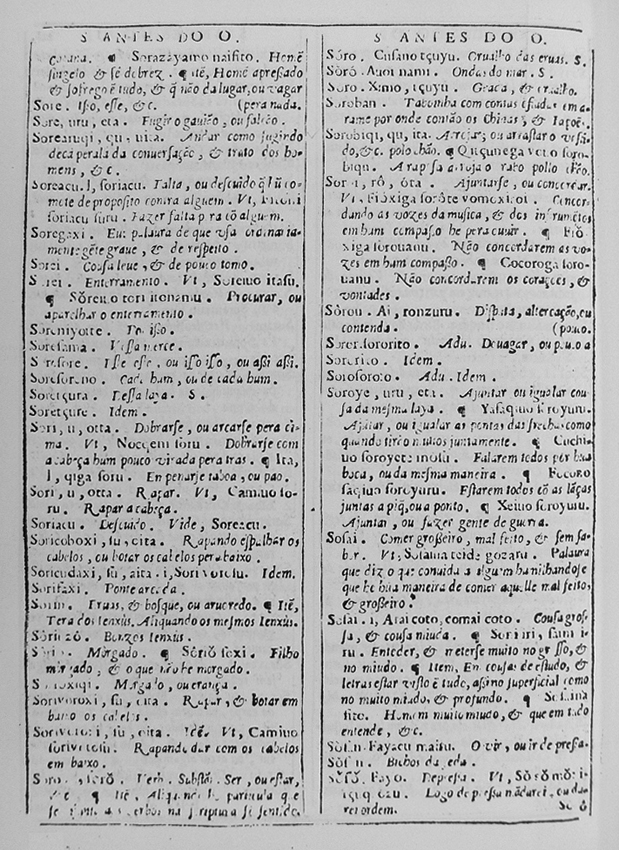
Страница из Ниппо дзисё

Существует только четыре копии оригинального издания 1603 года. Факсимильные издания были опубликованы в Японии «Иванами сётэн» в 1960 году и снова в 1973 и 1975 Bensey Publishing. Воспроизведение Bensey как правило, считается более четким и разборчивым. В 1630 году в Маниле опубликован перевод на испанский язык, в 1869 перевод на французский язык, и в 1980 перевод на японский язык («Иванами сётэн»). На английский язык не переведён.

## Составление
Общество Иисуса (более широко известное как Иезуиты), при содействии японского народа, составило словарь в течение нескольких лет. Словарь предназначался для нужд миссионеров в изучении языка и исследований. Ранее ошибочно предполагалось, что главным организатором составления и редактором словаря был португальский священник Жуа́н Родри́гис (порт. João Rodrigues): будучи уже автором опубликованных работ, Arte da Lingoa de Iapam (современный порт. «Arte da Língua do Japão», рус. «Изложение японского языка») и Arte breue da lingoa Iapoa (современный порт. Arte breve da Língua Japonesa, рус. «Краткое изложение японского языка»), излагающих японский язык для миссионеров, он был известен среди португальской общины как наибольший профессионал в японском языке, и ранее считалось, что именно он редактировал словарь.

## Структура
Приблизительно 32 000 записей расположены в алфавитном порядке. Каждое слово отражено латинским алфавитом в соответствии с правилами португальского языка конца 16 века, и объясняется на португальском языке.
Основная цель словаря в том, чтобы научить миссионеров говорить на японском языке. По мере необходимости, авторы выделяют такие отличия как, региональный диалект, письменные и разговорные формы, женский и детский язык, изысканные и грубые слова, и буддийский словарный запас. Многие из этих слов никогда не были записаны в любом известном тексте перед опубликованием Ниппо дзисё. Система романизации, используемая в Ниппо дзисё также отражает фонетику японского языка 16-го века (Средневековый японский язык), которая не совпадает с современной японской. В любом случае, словарь обеспечивает для современных лингвистов ценное понимание японского языка периода Сэнгоку японской истории и как он развился в современную форму. Словарь также дает информацию о рифмующихся словах, индивидуальном произношении, смысле, использовании, названиях растений и животных, популярных фразах, и обычаях того времени.
Поскольку этот словарь содержит самый ранний известный письменный пример многих слов, японского языка другие словари часто цитируют его в качестве основного источника, такие как 20-томный Большой словарь японского языка (яп. 日本国語大辞典, にほんこくごだいじてん, нихон кокуго дайдзитэн), изданный в издательстве «Сёгаккан».

## Примеры
Составители «Ниппо дзисё» разработали систему романизации японского языка, которая отличается от обычно используемой сегодня системы Хэпбёрна. Это потому, что миссионеры, которые создавали эту систему транскрибировали японский язык конца 16-го века, используя португальские латинские буквы конца 16-го века . Рассмотрим следующий пример из обзора «Дзисё» Майкла Купера в журнале Памятники Японии (лат. Monumenta Nipponica) в 1976 году.
Часто встречаются региональные различия между наречиями Кюсю и Киото, причем предпочтение отдается последним.
"Qinchacu." (современное яп. яп. 巾着) Кошелёк носимый на перевязи. В Зимо (Симо, современное Кюсю) он называется "Fōzō" ( современное яп. 宝蔵 "hōzō, хо:дзо:")
В этом примере слог современно латинизированный как ki (яп. き) был транскрибирован 'qi' ku (яп. く) как 'cu', и группа слогов ha, hi, fu, he and ho (яп. はひふへほ) записана 'fa', 'fi', 'fu', 'fe', and 'fo' соответственно. Также слог o (яп. を) записан 'vo', tsu (яп. つ) записан 'tçu', shi (яп. し) записан 'xi', и e (яп. え) иногда 'ye'.
В какой степени эти конкретные идиосинкразии написания фактически отражают произношение японцев в 16-м веке представляет большой интерес для ученых японской исторической лингвистики.
Другие примеры:
- Название страны, яп. 日本, записано nifon, nippon, и jippon
- Столица, яп. 京都 (современное Киото), записано cami (вероятно произносится "kami", букв. "верхний") в то время как Кюсю записано ка ximo (вероятно произносится "shimo, симо", букв. "нижний")
- Термин, значащий "первое пение птиц весной" произносится fatçu coye (современное "hatsu koe, хацу коэ" яп. 初声、初音）
- короткокрылая камышовка записано faru uguysu (modern "haru uguisu, хару угуису" яп. 春鶯）
- Слово яп. 侍 (samurai) указывает на дворянин, в то время как яп. 武士 (bushi) указывает на воин.
- Слово яп. 進退 (произносится в современном японском «shintai, синтай» ) внесено как shindai; яп. 抜群 (batsugun, бацугун) как bakkun
- Слово rorirori означает «неоправившийся от шока»